# Jack Anderson (Journalist)
Jack Northman Anderson (* 19. Oktober 1922 in Long Beach, Kalifornien; † 17. Dezember 2005 in Bethesda, Maryland) war ein US-amerikanischer investigativer Journalist (muckraker) und Pulitzer-Preis-Träger 1972.

## Leben
Seine journalistische Karriere begann Jack Anderson schon mit zwölf Jahren beim „Murray Eagle“, einem Lokalblatt, wo er über die Aktivitäten der ortsansässigen Pfadfinder berichtete. Mit 18 Jahren begann er bei der „Salt Lake Tribune“ zu arbeiten; der Zweite Weltkrieg zwang ihn zu einer Pause in seiner journalistischen Tätigkeit. Er kämpfte als Soldat gemeinsam mit Guerilleros gegen Japan.
1947 holte ihn Drew Pearson als Journalist zur Washington Post. In seinen Kolumnen, die in bis zu 1.000 Zeitungen erschienen, deckte er seitdem mehrere Skandale auf.
Wegen seines Parkinson-Leidens zog sich Jack Anderson vom Journalismus im Juli 2004 endgültig zurück. Er verstarb am 17. Dezember 2005 in Bethesda, Maryland, an den Folgen seiner Krankheit.

## Andersons Leistungen und seine Rolle in der Watergate-Ära
Anderson wurde Ende der 60er und Anfang der 70er Jahre zum journalistischen Hauptärgernis des Weißen Hauses unter Präsident Richard Nixon. Wann immer sein Name im Zusammenhang mit Enthüllungen aus Regierungskreisen („Lecks“) fiel, war Nixon gleichermaßen erbost wie alarmiert. Eine auf Anfrage des Nationalen Sicherheitsberaters Henry Kissinger von der CIA durchgeführte Untersuchung ergab im Oktober 1972, dass in den Jahren zuvor nicht weniger als 73 unterschiedliche Artikel von Anderson auf geheimen Regierungsunterlagen beruht hatten, die teils aus Kreisen der CIA, teils aus dem National Security Council (NSC) gekommen waren.
Durch seine oft hervorragend informierenden Artikel trug Anderson so in entscheidendem Maße zur Entwicklung eines paranoiden Klimas um den Präsidenten herum bei. Nixon sah schließlich sogar große Teile der Regierungsbürokratie von Leuten unterwandert, die der Regierung und ihm persönlich durch Zuspielungen an die Medien gezielt schaden wollten. Diese Paranoia ist im Übrigen wohl dokumentiert auf den Tonband-Mitschnitten von Gesprächen und Telefonaten im Oval Office, die Nixon insgeheim seit Anfang 1971 anfertigen ließ („White House Tapes“ oder „Watergate Tapes“). Der in diesem Zusammenhang vom Präsidenten am häufigsten genannte Journalist war Jack Anderson. Nixons zum Teil drastische Forderungen an seine engsten Mitarbeiter, Lecks wie die, welche Anderson und dessen Kollegen für ihre Geschichten abschöpften, endlich effektiv zu „stopfen“, waren dabei die Initialzündung für jene Kette von anrüchigen bis illegalen Aktivitäten seiner Regierung, die unter dem Oberbegriff Watergate-Affäre allgemein bekannt sind.
Es war kein Wunder, dass Jack Anderson in dieser Zeit selbst ins Fadenkreuz der amerikanischen Geheimdienste geriet. Ihre Kompetenz, die Operationen der CIA innerhalb der USA nicht umfasst, überschritt der Auslandsgeheimdienst und führte beispielsweise zwischen Februar und April 1972 unter dem Namen „Celotex II“ eine umfassende Überwachung von Anderson und seinen Mitarbeitern durch. Deren Ziel war es, herauszufinden, welche Personen Anderson mit internen CIA-Informationen versorgten. Ein im Juni 2007 veröffentlichter Geheimbericht der CIA aus dem Jahr 1973 („Family Jewels“) belegt, dass dafür unter anderem ein eigener Beobachtungsposten im Washingtoner Statler-Hilton Hotel eingerichtet wurde, der Andersons Büro gegenüberlag.
Dieser Überwachung vorausgegangen war im Dezember 1971 Andersons Veröffentlichung eines internen, streng geheimen Memos des Nationalen Sicherheitsrates. Dieses entlarvte die angeblich neutrale Politik Washingtons im aktuellen 3. Pakistanisch-indischen Krieg (Geschichte Pakistans) als Heuchelei und belegte, dass Nixon und Sicherheitsberater Henry Kissinger insgeheim Pakistan und dessen Militärmachthaber Yahya Khan unterstützten („tilt to Pakistan“). Für seine Veröffentlichungen in diesem Zusammenhang erhielt Anderson im Jahr 1972 auch den renommierten Pulitzer-Preis für hervorragenden Journalismus in der Kategorie „National Reporting“.
Ganz anders jedoch, nämlich als schierer Landesverrat, wurde Andersons Tätigkeit von Mitarbeitern der Regierung bewertet, vor allem von G. Gordon Liddy. Dieser bekleidete im Jahr 1972 offiziell das Amt des Chefjuristen von Nixons Wiederwahlkomitee. Im Verborgenen aber war Liddy hauptverantwortlich für die Organisation jener geheimen Kampagne, mit der Nixons Mitarbeiter die Demokratische Partei und deren Präsidentschaftskandidaten ausspionieren und diskreditieren wollten („Operation Edelstein“). Als er im Februar 1972 die Information erhalten hatte, ein amerikanischer Auslandsagent sei aufgrund eines weiteren Artikels von Jack Anderson enttarnt und getötet worden, entwarf Liddy in Eigenregie später freimütig eingestandene Pläne, den unliebsamen Journalisten durch einen Mordanschlag aus dem Weg zu räumen. Dabei sollte Anderson wahlweise durch untergeschobenes LSD vergiftet (was sich nach Beratungen mit einem Mediziner aber als unpraktikabel erwies) oder aber von Liddy höchstpersönlich auf offener Straße erschossen werden. Nur weil seine Vorgesetzten diese Pläne offenbar keinesfalls billigten, so Liddys Darstellung, habe Jack Anderson das Jahr 1972 überlebt. Liddys Eingeständnis sorgte bei der Veröffentlichung seiner unter dem Titel Will erschienenen Memoiren im Jahr 1980 in den USA für großes Aufsehen, hatten aber keine juristischen Folgen für ihn.
Jack Anderson erwarb sich weiteres Ungemach der Nixon-Leute durch Enthüllungen in der sogenannten ITT-Affäre im Frühjahr 1972. Dabei ging es um die Behauptung, der Elektronikriese International Telephone & Telegraph Corporation/ITT habe im Sommer 1971 im Gegenzug für die Einstellung eines weitreichenden Kartellverfahrens verdeckt die geplante Ausrichtung des Wahl-Parteitages von Nixons Republikanischer Partei im Sommer 1972 in San Diego mitfinanziert. Anderson veröffentlichte am 29. Februar 1972 ein ihm zugespieltes, angebliches Memo einer ITT-Lobbyistin namens Dita Beard, das entsprechende Vorwürfe zu belegen schien. Bei einer daraufhin initiierten, aufsehenerregenden Untersuchung des US-Kongresses im März/April 1972 konnten die Vorwürfe allerdings nicht eindeutig bewiesen werden – auch weil die Authentizität des Memos umstritten blieb. Erst die spätere Aufrollung dieser Ereignisse im Rahmen der Watergate-Untersuchungen belegte, dass die Anschuldigung der Vorteilsnahme durch die Regierung Nixon gerechtfertigt war. Der Kongress definierte die per se weitgehend vergessene ITT-Affäre später per Gesetz als einen von zehn Teilaspekten „jener Missbräuche von Regierungsvollmachten, die im Volksmund unter dem Sammelbegriff Watergate bekannt geworden sind“.
Weniger bemerkenswert waren Andersons Leistungen bezüglich des zentralen Aspekts der Watergate-Affäre, nämlich des von Gordon Liddy geleiteten, gescheiterten Einbruchs in das Hauptquartier der Demokratischen Partei in einem Bürotrakt des Washingtoner Watergate-Komplexes am 17. Juni 1972 bzw. der späteren Bemühungen des Weißen Hauses, die eigene Verantwortung hierfür zu vertuschen. Zu seinem „immerwährenden Bedauern“ hatte Anderson (wie er in seinen Memoiren schreibt) ihm zwei Monate vor dem Einbruch zugespielte Informationen über die geplante Aktion, die letztlich auf ein redseliges Mitglied von Liddys Team zurückgingen, als nicht glaubwürdig eingestuft und nicht weiter verfolgt. Dieses Detail spielte später auch eine Rolle bei den verschiedenen Watergate-Untersuchungen, ging in der Fülle der damaligen Enthüllungen aber unter. Später haben Mitarbeiter Nixons, Republikaner im Kongress und verschiedene Autoren mit Vorliebe für Verschwörungstheorien (so wie Jim Hougan mit Secret Agenda, 1984) unter anderem mit Hinweis auf die Anderson zugespielten Informationen aber suggeriert, die „Operation Edelstein“ sei offenbar von Beginn an bewusst sabotiert worden, um dadurch die Regierung Nixon bloßstellen zu können. Auch dass Anderson mit einem der Watergate-Einbrecher, dem Italo-Amerikaner Frank Sturgis, seit Jahren befreundet gewesen war und diesem zufällig am Tag vor dem Einbruch im Beisein seiner Spießgefährten auf dem National Airport in Washington, D.C. über den Weg gelaufen war und kurz mit ihm gesprochen hatte, wurde von den Watergate-Ermittlern später auf eventuelle Verschwörungs-Implikationen hin untersucht. Glaubwürdige Indizien oder Beweise konnten in diesem Zusammenhang aber niemals präsentiert werden.